# Топільня
Топі́льня — село в Україні, в Коростенському районі Житомирської області. Населення становить 459 осіб. Входить до складу Лугинської селищної громади.

## Історія
Перша загадка про село датується першою половиною XVII століття.
У 1906 році в селі Білокоровицької волості Овруцького повіту Волинської губернії мешкало 268 осіб, налічувалось 44 дворових господарства.
Під час німецько-радянської війни участь у бойових діях брали 127 місцевих жителів, з них 111 осіб загинуло, 67 — нагороджено орденами і медалями. У період німецької окупації поблизу села діяли партизанські загони з'єднань Степана Маликова та Олександра Сабурова. 5 травня 1943 року в Топільні за зв'язок із партизанами есесівцями було розстріляно 27 осіб і спалено 36 будинків. 86 місцевих жителів відправлено до Білокоровичів, де 23 з них було розстріляно, а решту ув'язнено в концтаборах.
На початку 1970-х років у селі діяв відділок хмелерадгоспу «Олевський», восьмирічна школа, будинок культури, 2 бібліотеки із книжковим фондом 8 тисяч примірників, фельдшерсько-акушерський пункт, 2 магазини.

## Населення
За даними перепису 2001 року населення села становило 459 осіб, з них 97,82 % зазначили рідною українську мову, а 2,18 % — російську.

## Пам'ятки
1954 року в центрі населеного пункту було встановлено обеліск слави на честь О. Н. Пивоварова, який загинув під час виконання завдання партизанського загону.

## Галерея

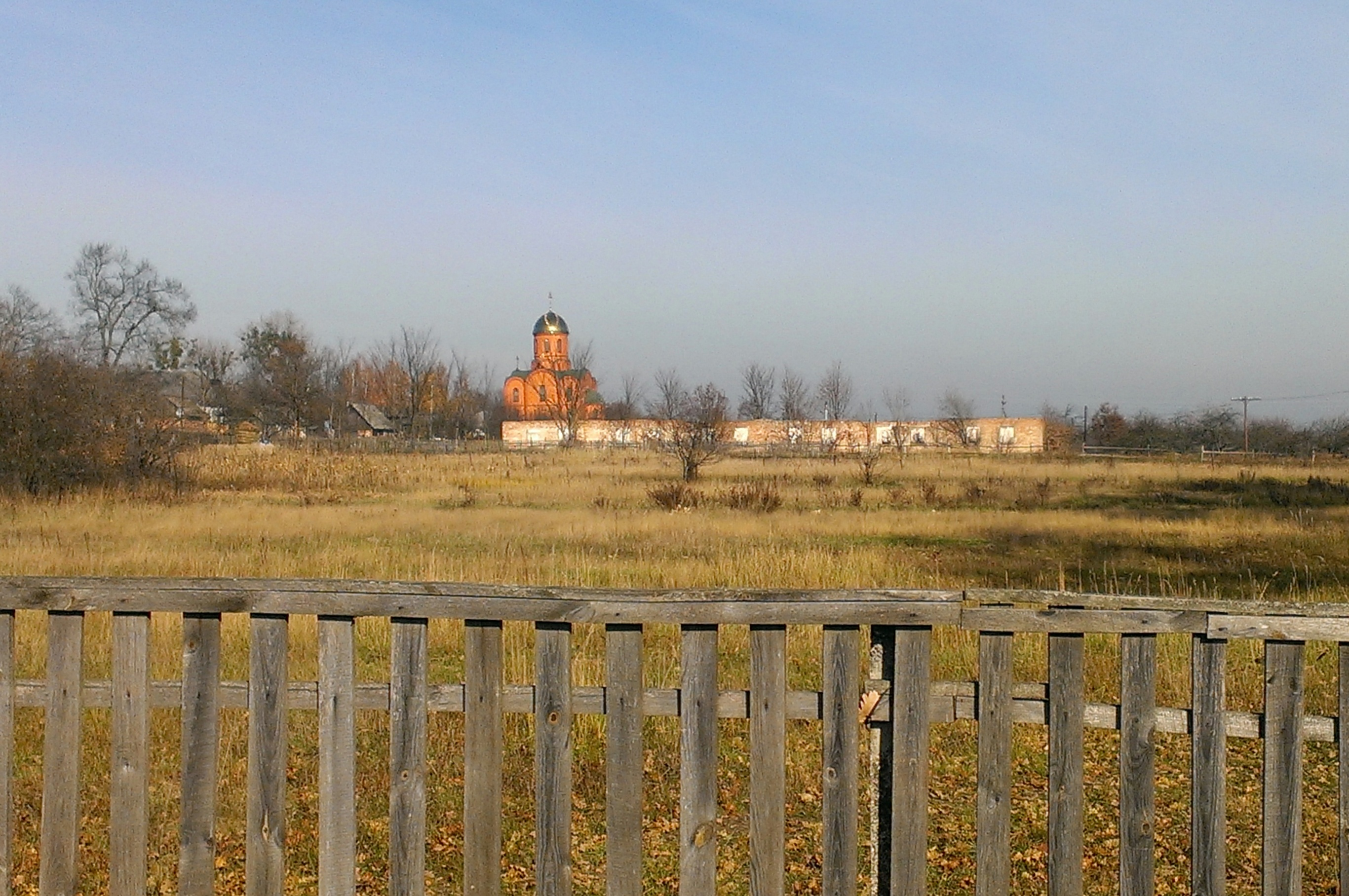
Церква у Топільні
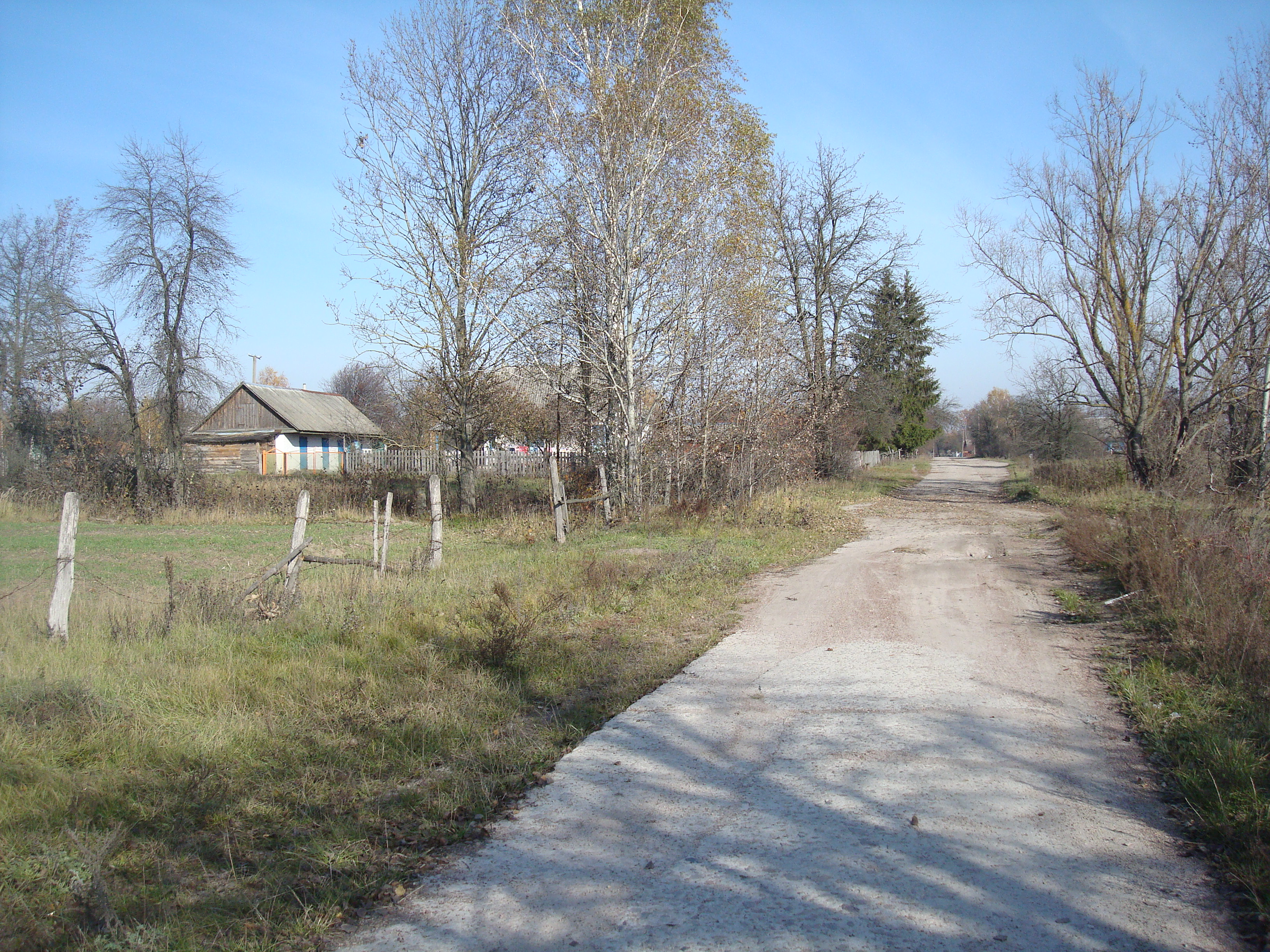
Сільська вулиця
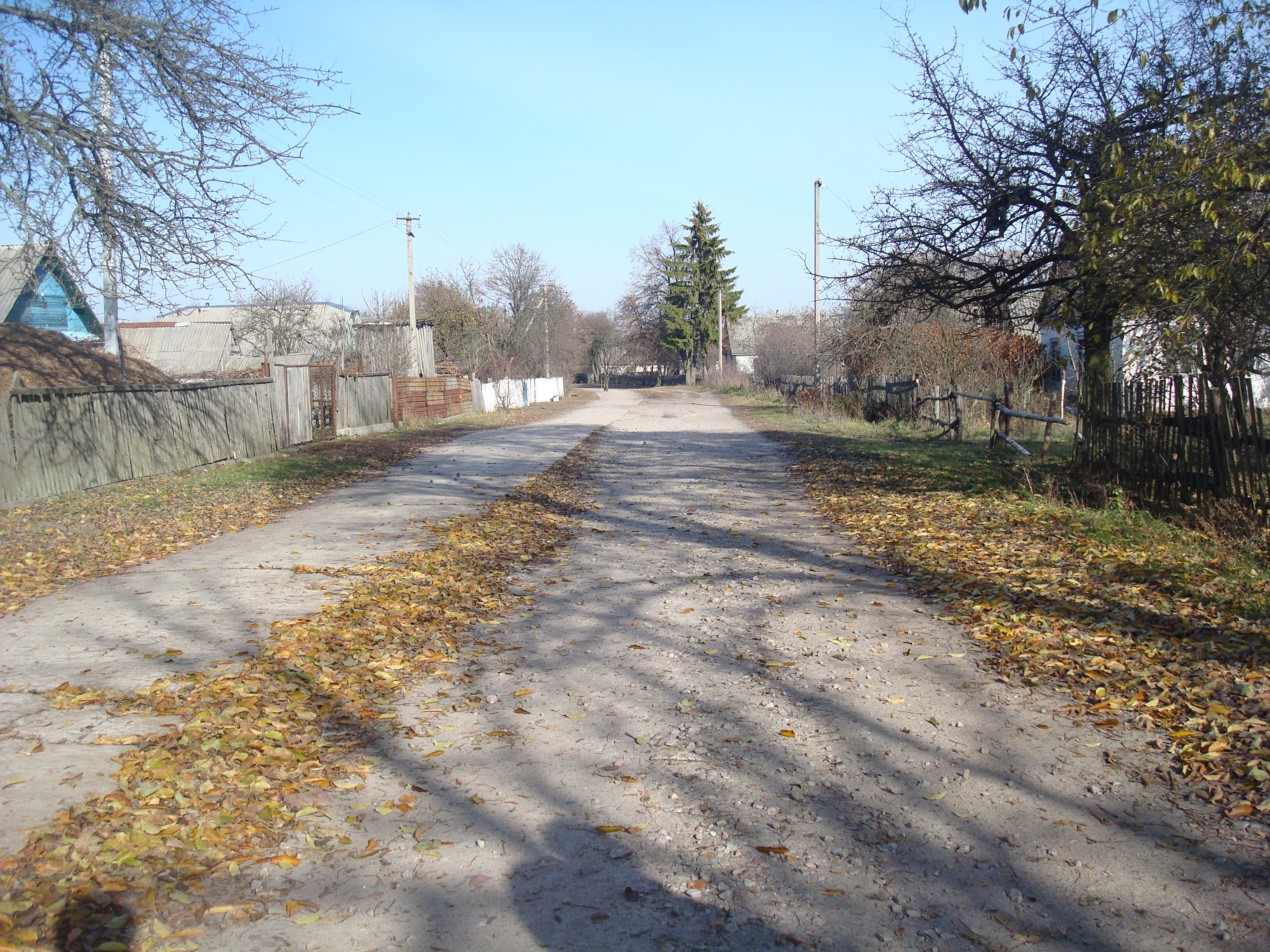
Сільська вулиця